# Сертдемир, Зидан
Батухан Зидан Сертдемир (дат. Batuhan Zidan Sertdemir; род. 4 февраля 2005) — датский футболист, полузащитник датского клуба «Норшелланн».

## Клубная карьера
Выступал за молодёжные команды датских клубов «Брондбю» и «Норшелланн». Летом 2021 года перешёл в немецкий клуб «Байер 04». 7 ноября 2021 года дебютировал в основном составе «Байера» в матче немецкой Бундеслиги против «Герты», выйдя на замену Амину Адли.

## Карьера в сборной
Выступал за сборные Дании до 16, до 17 и до 19 лет.

## Личная жизнь
Сертдемир родился в семье выходцев из Турции.